# Otis Finch
Otis 'Candy' Finch Jr. (Detroit (Michigan), 5 september 1933 – Seattle, 13 juli 1982) was een Amerikaanse jazzdrummer.

## Biografie
Otis Finch speelde in de jaren 1960 in een trio en kwartet met Shirley Scott en in de band van Stanley Turrentine op zijn opnamen voor Blue Note Records, evenals met John Patton, Grant Green en Bobby Hutcherson, Billy Mitchell en trompettist Dave Burns. Met Turrentines formaties zijn er opnamen voor 1962 en 1964 bij het label Blue Note, samen met Blue Mitchell, Curtis Fuller, Herbie Hancock, bassist Herbie Lewis en Les McCann. In 1967 begeleidde hij Dizzy Gillespie op zijn Impulse! Records-album Swing Low, Sweet Cadillac en verscheen hij in zijn Reunion Big Band in november 1968 op de Berlin Jazz Days. Stilistisch is hij een moderne swingdrummer en was hij actief in de jaren 1960 en 1970. Hij was vermoedelijk de zoon van saxofonist Otis Finch sr., die in Detroit woonde en speelde met John Lee Hooker en de Boogie Ramblers.

## Overlijden
Otis Finch overleed in juli 1982 op 49-jarige leeftijd.

## Discografie
- 1968: Dizzy Gillespie „Reunion Big Band“ – 20th & 30th Anniversary (Musik Produktion Schwarzwald)
- 1965: Milt Jackson: At the Museum of Modern Art (Limelight)
- 1965: John Patton: Let them Roll (Blue Note Records)
- 1961: Shirley Scott: Legend of Acid Jazz (Prestige Records)
- ????: Shirley Scott, Shirley Scott plays Horace Silver
- 1964: Shirley Scott with Stanley Turrentine, Bob Cranshaw and Otis Finch Live at the Front Room in Newark
- ????: Shirley Scott: Queen of the Organ (Impulse! Records)
- 1960-1984: Stanley Turrentine: The Best of Stanley Turrentine – The Blue Note Years (Blue Note)